# Оплата за проїзд
«Оплата за проїзд» («Плата за проезд») — радянський художній фільм 1986 року, знятий режисером В'ячеславом Сорокіним на кіностудії «Ленфільм».

## Сюжет
За романом Іллі Штемлера «Таксопарк». Олег Сергачов був одним із найкращих водіїв у таксопарку. З усіма лагодив, жив за принципом «ти мені, я тобі». Нічого не потребував, жив для себе і для коханої жінки. А коли до таксопарку прийшов новий директор і став встановлювати свої закони, герой відчув себе дискомфортно.

## У ролях
- Володимир Князєв — Олег Сергачов, таксист
- Антон Сіверс — Чернишов
- Галина Доля — Олена
- Віктор Цепаєв — Вохта, начальник експлуатації
- Юрій Кочергов — Татурін
- Віктор Гоголєв — Шкляр
- Володимир Варенцов — Ярцев
- Олег Лєтніков — Трьошкін
- Володимир Литвинов — Мусатов
- Олександр Ткачонок — теолог
- Олег Фомін — «Шкіряний»
- Віктор Васін — епізод
- Дагмара Вавілова — епізод
- Ігор Добряков — моряк
- Віктор Доман — епізод
- М. Кострюкова — епізод
- П. Лазебний — епізод
- Ю. Марков — епізод
- Анатолій Матєшов — епізод
- Надія Сорокіна — епізод
- А. Фокін — епізод
- Ірина Цвєткова — Мяу
- Іван Доррер — епізод
- Микола Дік — таксист
- Сергій Іванов — інспектор ДАІ

## Знімальна група
- Режисер — В'ячеслав Сорокін
- Сценарист — Павло Фінн
- Оператор — Юрій Воронцов
- Композитор — Едуард Артем'єв
- Художник — Володимир Банних